# Wahlkreis Strathkelvin and Bearsden (Schottisches Parlament)
| Strathkelvin and Bearsden                 |
| ----------------------------------------- |
| Strathkelvin and Bearsden · West Scotland |
| Gebildet                                  |
| 1999                                      |
| Abgeordnete                               |
| Rona Mackay (SNP)                         |
| Regionen                                  |
| East Dunbartonshire                       |

Strathkelvin and Bearsden ist ein Wahlkreis für das Schottische Parlament. Er wurde 1999 als einer von neun Wahlkreisen der Wahlregion West of Scotland eingeführt, die im Zuge der Revision der Wahlkreise im Jahre 2011 neu zugeschnitten und in West Scotland umbenannt wurde. Hierbei wurde die Südostgrenze von Strathkelvin and Bearsden geringfügig verändert. Der Wahlkreis umfasst Bearsden, Bishopbriggs und Kirkintilloch sowie weitere Gebiete der Council Area East Dunbartonshire und entsendet einen Abgeordneten.
Der Wahlkreis erstreckt sich über eine Fläche von 145,7 km2. Im Jahre 2020 lebten 80.235 Personen innerhalb seiner Grenzen.

## Wahlergebnisse

### Parlamentswahl 1999
| Ergebnisse der Parlamentswahl 1999 | Ergebnisse der Parlamentswahl 1999 | Ergebnisse der Parlamentswahl 1999 | Ergebnisse der Parlamentswahl 1999 |
| Partei                             | Kandidat                           | Stimmen                            | %                                  |
| ---------------------------------- | ---------------------------------- | ---------------------------------- | ---------------------------------- |
| Labour                             | Sam Galbraith                      | 21.505                             | 50,7                               |
| SNP                                | Fiona McLeod                       | 9384                               | 22,1                               |
| Conservative                       | Charles Ferguson                   | 6934                               | 16,4                               |
| Liberal Democrats                  | Anne Howarth                       | 4144                               | 9,8                                |
| Parteilos                          | Maxi Richards                      | 423                                | 1,0                                |
| Wahlbeteiligung: 42.390 (67,17 %)  |                                    |                                    |                                    |

### Neuwahl 2001
Der gewählte Labour-Politiker Sam Galbraith zog sich im Jahre 2001 aus gesundheitlichen Gründen aus der Politik zurück, wodurch eine Neuwahl nötig wurde.
| Ergebnisse der Neuwahl 2001 | Ergebnisse der Neuwahl 2001 | Ergebnisse der Neuwahl 2001 | Ergebnisse der Neuwahl 2001 | Ergebnisse der Neuwahl 2001 |
| Partei                      | Kandidat                    | Stimmen                     | %                           | ±                           |
| --------------------------- | --------------------------- | --------------------------- | --------------------------- | --------------------------- |
| Labour                      | Brian Fitzpatrick           | 15.401                      | 37,0                        | −13,7                       |
| Parteilos                   | Jean Turner                 | 7572                        | 18,2                        | +18,2                       |
| Liberal Democrats           | John Morrison               | 7147                        | 17,2                        | +7,4                        |
| SNP                         | Janet Law                   | 6457                        | 15,5                        | −6,6                        |
| Conservative                | Charles Ferguson            | 5037                        | 12,1                        | −4,3                        |

### Parlamentswahl 2003
| Ergebnisse der Parlamentswahl 2003 | Ergebnisse der Parlamentswahl 2003 | Ergebnisse der Parlamentswahl 2003 | Ergebnisse der Parlamentswahl 2003 | Ergebnisse der Parlamentswahl 2003 |
| Partei                             | Kandidat                           | Stimmen                            | %                                  | ±                                  |
| ---------------------------------- | ---------------------------------- | ---------------------------------- | ---------------------------------- | ---------------------------------- |
| Parteilos                          | Jean Turner                        | 10.988                             | 31,1                               | +12,9                              |
| Labour                             | Brian Fitzpatrick                  | 10.550                             | 29,9                               | −7,1                               |
| Liberal Democrats                  | Jo Swinson                         | 4950                               | 14,0                               | −3,2                               |
| SNP                                | Fiona McLeod                       | 4846                               | 13,7                               | −1,8                               |
| Conservative                       | Rory O’Brien                       | 4002                               | 11,3                               | −0,8                               |
| Wahlbeteiligung: 35.336 (57,73 %)  |                                    |                                    |                                    |                                    |

### Parlamentswahl 2007
| Ergebnisse der Parlamentswahl 2007 | Ergebnisse der Parlamentswahl 2007 | Ergebnisse der Parlamentswahl 2007 | Ergebnisse der Parlamentswahl 2007 | Ergebnisse der Parlamentswahl 2007 |
| Partei                             | Kandidat                           | Stimmen                            | %                                  | ±                                  |
| ---------------------------------- | ---------------------------------- | ---------------------------------- | ---------------------------------- | ---------------------------------- |
| Labour                             | David Whitton                      | 11.396                             | 31,1                               | +1,2                               |
| SNP                                | Robin Easton                       | 8008                               | 21,9                               | +8,2                               |
| Parteilos                          | Jean Turner                        | 6742                               | 18,4                               | −12,7                              |
| Conservative                       | Stephanie Fraser                   | 5178                               | 14,2                               | +2,9                               |
| Liberal Democrats                  | Cathy McInnes                      | 4658                               | 12,7                               | −1,3                               |
| Scottish Christian                 | Bob Handyside                      | 613                                | 1,7                                | +1,7                               |
| Wahlbeteiligung: 23.781 (51,65 %)  |                                    |                                    |                                    |                                    |

### Parlamentswahl 2011
| Ergebnisse der Parlamentswahl 2011 | Ergebnisse der Parlamentswahl 2011 | Ergebnisse der Parlamentswahl 2011 | Ergebnisse der Parlamentswahl 2011 | Ergebnisse der Parlamentswahl 2011 |
| Partei                             | Kandidat                           | Stimmen                            | %                                  | ±                                  |
| ---------------------------------- | ---------------------------------- | ---------------------------------- | ---------------------------------- | ---------------------------------- |
| SNP                                | Fiona McLeod                       | 14.258                             | 42,2                               | +20,3                              |
| Labour                             | David Whitton                      | 12.456                             | 36,9                               | +5,8                               |
| Conservative                       | Stephanie Fraser                   | 4438                               | 13,1                               | −1,1                               |
| Liberal Democrats                  | Gordon Macdonald                   | 2600                               | 7,7                                | −5,0                               |
| Wahlbeteiligung: 33.752 (56,90 %)  |                                    |                                    |                                    |                                    |

### Parlamentswahl 2016
| Ergebnisse der Parlamentswahl 2016 | Ergebnisse der Parlamentswahl 2016 | Ergebnisse der Parlamentswahl 2016 | Ergebnisse der Parlamentswahl 2016 | Ergebnisse der Parlamentswahl 2016 |
| Partei                             | Kandidat                           | Stimmen                            | %                                  | ±                                  |
| ---------------------------------- | ---------------------------------- | ---------------------------------- | ---------------------------------- | ---------------------------------- |
| SNP                                | Rona Mackay                        | 17.060                             | 43,5                               | +1,3                               |
| Conservative                       | Andrew Polson                      | 8.960                              | 22,9                               | +9,7                               |
| Labour                             | Margaret McCarthy                  | 8.288                              | 21,1                               | −15,8                              |
| Liberal Democrats                  | Katy Gordon                        | 4.880                              | 12,5                               | +4,7                               |
| Wahlbeteiligung: (62,6 %)          |                                    |                                    |                                    |                                    |

### Parlamentswahl 2021
| Ergebnisse der Parlamentswahl 2021 | Ergebnisse der Parlamentswahl 2021 | Ergebnisse der Parlamentswahl 2021 | Ergebnisse der Parlamentswahl 2021 | Ergebnisse der Parlamentswahl 2021 |
| Partei                             | Kandidat                           | Stimmen                            | %                                  | ±                                  |
| ---------------------------------- | ---------------------------------- | ---------------------------------- | ---------------------------------- | ---------------------------------- |
| SNP                                | Rona Mackay                        | 21.064                             | 45,5                               | +2,0                               |
| Conservative                       | Andrew Polson                      | 9.580                              | 20,7                               | −2,2                               |
| Labour                             | Callum McNally                     | 8.510                              | 18,4                               | −2,7                               |
| Liberal Democrats                  | Susan Murray                       | 6.675                              | 14,4                               | +1,9                               |
| Family                             | Liam McKechnie                     | 415                                | 0,9                                | +0,9                               |
| Wahlbeteiligung: 72 %              |                                    |                                    |                                    |                                    |